# Seleção Australiana de Voleibol Feminino
A seleção australiana de voleibol feminino é uma equipe membra da Confederação Asiática de Voleibol composta pelas melhores jogadoras de voleibol da Austrália. A equipe é mantida pela Federação Australiana de Voleibol (Volleyball Australia). Encontra-se na 43ª posição do ranking mundial da Federação Internacional de Voleibol segundo dados de 22 de agosto de 2016.
Possui duas participações em Campeonatos Mundiais, sendo a melhor colocação um 12º lugar na edição de 1982, realizada no Peru. Como anfitriã, obteve o direito de participar dos Jogos Olímpicos de 2000, em Sydney, nessa que foi a única aparição da equipe em uma competição olímpica. Participa regularmente no Campeonato Asiático, sendo seu melhor resultado obtido nas duas primeiras aparições em 1975 e 1979 quando terminou no quarto lugar em ambas as ocasiões.
Em 2014 estreou no Grand Prix integrando uma das oito seleções do Terceiro Grupo, mas não avançou a fase final. Em 2015 sediou a fase final do Terceiro Grupo, mas não obteve o acesso ao finalizar no quarto lugar. Após nova queda na fase intercontinental em 2016, sediará novamente a fase final do Terceiro Grupo em 2017.